# Peseta

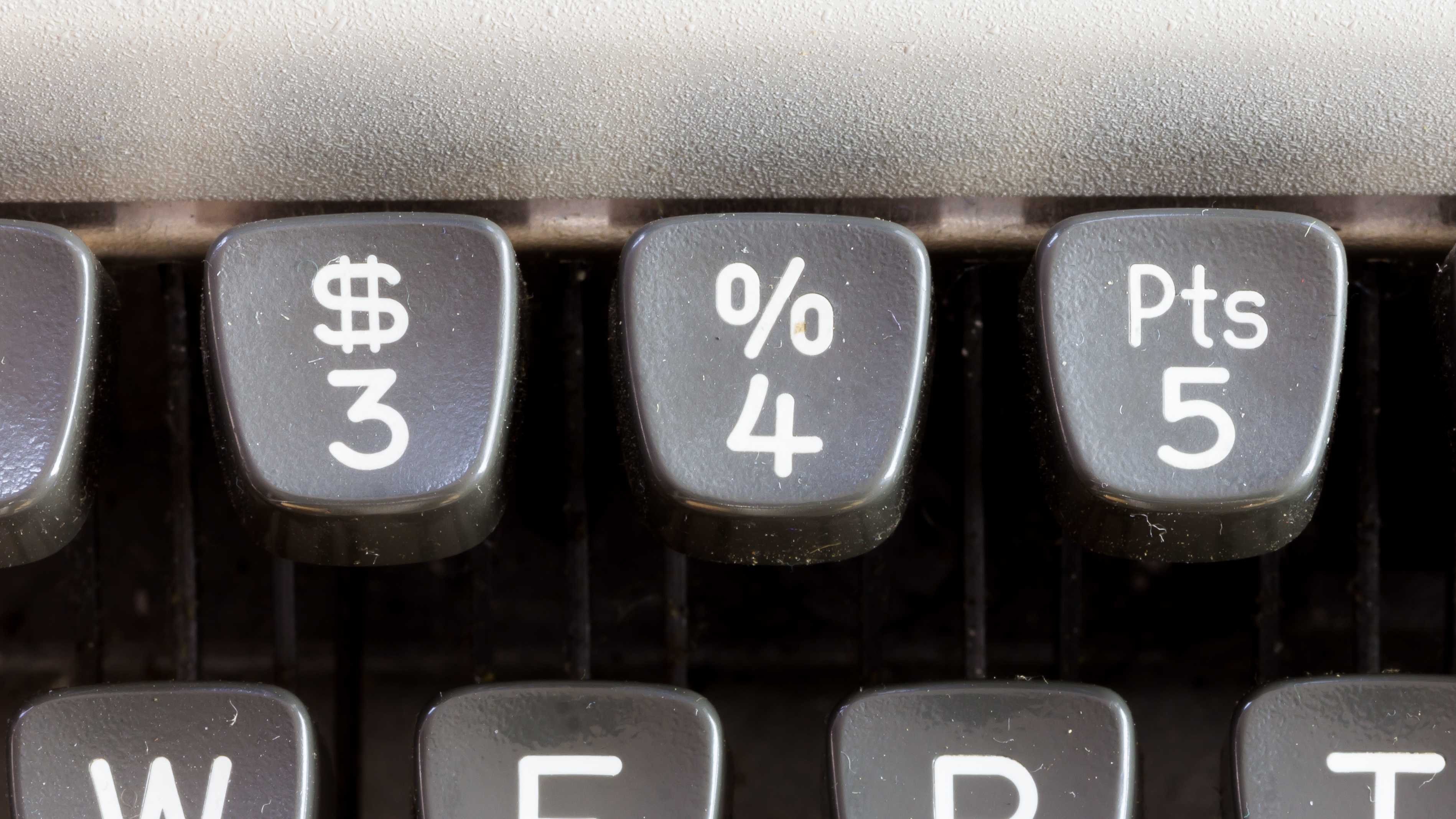
Rechtsboven: het symbool van de peseta op het toetsenbord van een typmachine uit de jaren zeventig

De peseta (Catalaans pesseta, Baskisch pezeta) was de officiële munteenheid van Spanje en Andorra tot deze op 1 januari 2002 werd vervangen door de euro. In Andorra bestond de peseta naast de Franse frank. Eén euro is gelijk aan 166,386 peseta. De munten werden geslagen door de Fábrica Nacional de Moneda y Timbre.
De peseta werd ingevoerd in 1869, gelijktijdig met het invoeren van het metriek stelsel. Het woord peseta stamt af van het Catalaanse peceta en betekent 'deeltje' of 'stukje'. (De peceta was ook een korte tijd een in Barcelona geslagen munt, die nog tot 1850 – voor de invoering van de nationale peseta – in Catalonië werd gebruikt.)
De munt werd aangeduid met het symbool ₧ (U+20A7 in Unicode).

## Munten
De peseta had munten van de volgende waarden: 1, 2, 5, 10, 25, 50, 100, 200 en 500. De munten van 5, 25, 50, 100 en 500 peseta werden het meest frequent gebruikt.

## Biljetten
| Waarde    | Waarde in euro's | Afmeting    | Geportretteerde                                     |
| --------- | ---------------- | ----------- | --------------------------------------------------- |
| 01 000 ₧. | € 06,01          | 130 × 65 mm | Hernán Cortés en Francisco Pizarro                  |
| 02 000 ₧. | € 12,02          | 138 × 68 mm | José Celestino Mutis                                |
| 05 000 ₧. | € 30,05          | 146 × 71 mm | Christoffel Columbus                                |
| 10 000 ₧. | € 60,10          | 154 × 74 mm | Juan Carlos I van Spanje en Jorge Juan y Santacilia |